# Дрейере (Эррс), Зита Евгеньевна
Зи́та Евге́ньевна Дрейере (Эррс) (латыш. Zita Dreiere (Errs); род. 1952) — латышская, советская артистка балета, хореограф, педагог. Народная артистка СССР (1989).

## Биография
Зита Эррс родилась 6 октября 1952 года в Риге (Латвия).
В 1970 году окончила Рижское хореографическое училище (педагог В. Н. Швецова).
С 1969 по 1995 год — солистка Театра оперы и балета Латвийской ССР (с 1990 — Латвийская Национальная опера) (Рига).
Участвовала в гастролях за рубежом.
С 1992 по 2005 год — репетитор Латвийской Национальной оперы.
В 1993 году получила степень бакалавра, в 2002 — степень магистра в области хореографии в Латвийской музыкальной академии им. Я. Витола. С 2000 года преподаёт хореографию в академии и заведует кафедрой хореографии. С 2005 года — ассоциированный профессор академии.
В 1995 году основала собственную балетную студию, где она — преподаватель и хореограф. Её ученики завоёвывают престижные международные награды, участвуя в международных балетных конкурсах и фестивалях (Латвия, Украина, Польша, Швейцария, Германия и др.)
В настоящее время использует только свою девичью фамилию — Эррс.

## Звания и награды
- 3-я премия VI Международного конкурса артистов балета в Варне (1972)
- Заслуженная артистка Латвийской ССР (1975)
- Народная артистка Латвийской ССР (1976)
- Народная артистка СССР (1989)
- Офицер ордена Трёх звёзд (2003)
- Премия Ленинского комсомола Латвийской ССР (1974)
- Театральная премия «Spelmanu nakts» («Ночь лицедеев») в номинации «Лучшая солистка балета» (балеты «Эдит Пиаф» и «Спящая красавица») (Латвийский союз театральных деятелей, 1995)

## Партии
- «Дон Кихот» Л. Минкуса — Китри
- «Жизель» А. Адана — Жизель
- «Лебединое озеро» П. И. Чайковского — Одетта-Одиллия
- «Спящая красавица» П. И. Чайковского — Аврора
- «Ромео и Джульетта» С. С. Прокофьева — Джульетта
- «Золушка» С. С. Прокофьева — Золушка
- «Анюта» В. А. Гаврилина — Анюта
- «Собор Парижской богоматери» Ц. Пуни — Эсмеральда
- «Гирлянда цветов» П. Барисонса — Крапива
- «Корсар» на музыку А. Адана, Ц. Пуни, Л. Делиба, Д. Дриго— Медора
- «Барышня и хулиган» Д. Д. Шостаковича — Барышня
- «Мирандолина» С. Н. Василенко — Мирандолина
- «Пиковая дама» на музыку П. И. Чайковского — Лиза
- «Пер Гюнт» на музыку Э. Грига — Сольвейг
- «Щелкунчик» П. И. Чайковского — Маша
- «Сильфида» Х. Левенскольда — Сильфида
- «Эдит Пиаф» на музыку А. Шнитке, М. Монка, Л. Бернстайна, Р. Ино, песни Эдит Пиаф — Эдит Пиаф
- «Скарамуш» Я. Сибелиуса — Блонделен
- «Стабурагс» («Стабурадзе») А. Калныньша — Скайдрите
- «Спридитис» А. Я. Жилинского — Лиените[2]
- «Читая Блауманиса» Ю. Карлсона
- хореографический номер в опере «Кавалер розы» Р. Штрауса[3].